# TAI Kaan
Kaan («Каан»; раніше відомий як TF-X та MMU) — турецький перспективний винищувач п'ятого покоління, що розробляється Turkish Aerospace Industries (TAI). Заплановано створення трьох прототипів до кінця 2026 року.

## Історія
2002 року Туреччина внесла 175 млн доларів у програму створення F-35, а 2007 року ввійшла до виробничої кооперації. ТАІ виготовляла елементи центроплана та деякі інші частини літака. Туреччина планувала закупити 100 F-35, однак через політичні розбіжності з США ця угода зависла, тому у грудні 2010 було розпочато створення національної програми створення винищувача. У вересні 2011 року TAI розпочала розробку з допомогою шведської Saab.
Перші макети FX-1 (двомоторний), FX-5 (одномоторний) та FX-6 (одномоторний, схема «качка») було показано на виставці 2013 року. 
2015 року партнером у розробці стала BAE Systems, а 2016 року ТАІ отримала чотирирічний контракт на розробку ескізного проєкту. Попри бажання військових щодо дешевшого одномоторного літака, двигуни достатньої потужності були відсутні на ринку, тому за основу для розробки було взято FX-1.
Після кількох тендерів на вибір двигуна Туреччина ухвалила рішення розробити власний двигун, тендер виграла TRMotors, але для перших прототипів, можливо, буде використано локалізовані двигуни GE F110 від F-16.
2020 року Туреччину було виключено з програми F-35 через закупівлю російських зенітних комплексів С-400.
16 березня 2023 року розпочались наземні випробування літака.
У лютому 2024 року стало відомо, що українські підприємства співпрацюють із турецькими для створення двигуна для літака.
21 лютого 2024 року літак здійснив перший політ.

## Оператори

### Україна
У лютому 2024 посол України в Туреччині повідомив, що Україна планує придбати літаки Kaan.